# Lindärvadammen
Lindärvadammen är en sjö i Lidköpings kommun i Västergötland och ingår i Göta älvs huvudavrinningsområde.